# HVV Helmond in het seizoen 1960/61
Het seizoen 1960/1961 was het zesde jaar in het bestaan van de Helmondse betaaldvoetbalclub Helmond. De club kwam uit in de Nederlandse Eerste divisie B en eindigde daarin op de 17e plaats, dit hield in dat er een beslissingswedstrijd gespeeld moest worden tegen de nummer 17 uit divisie A. De wedstrijd tegen EDO werd met 6–2 gewonnen. Tevens deed de club mee aan het toernooi om de KNVB beker, hierin werd de club in de groepsfase uitgeschakeld.

## Wedstrijdstatistieken

### Eerste divisie B
|       | Be Quick | Blauw-Wit | DHC   | EBOH  | Eindhoven | Excelsior | Go Ahead | 't Gooi | Heerenveen | Heracles | RCH   | SHS   | Sittardia | SVV   | VSV   | Wageningen | ZFC   |
| ----- | -------- | --------- | ----- | ----- | --------- | --------- | -------- | ------- | ---------- | -------- | ----- | ----- | --------- | ----- | ----- | ---------- | ----- |
| Thuis | 1 – 0    | 1 – 4     | 0 – 1 | 0 – 2 | 2 – 1     | 2 – 0     | 2 – 2    | 1 – 3   | 2 – 1      | 0 – 2    | 0 – 4 | 4 – 0 | 3 – 6     | 0 – 1 | 2 – 1 | 1 – 1      | 1 – 2 |
| Uit   | 1 – 1    | 6 – 0     | 1 – 2 | 1 – 1 | 0 – 0     | 4 – 2     | 0 – 2    | 1 – 0   | 2 – 3      | 3 – 1    | 4 – 1 | 2 – 0 | 2 – 0     | 2 – 2 | 4 – 1 | 3 – 2      | 2 – 1 |

### Nacompetitie

#### Beslissingswedstrijd tegen nummer 17 divisie A
| Wedstrijd tegen nummer 17 divisie A                                                         | Helmond                                                                        | 6 – 2 (3 – 1) | EDO                                     |
| 25 juni 1961 Plaats: Breda Beatrixstraat Toeschouwers: 1.500 Scheidsrechter: Jan Bronkhorst | Martin van de Kerkhof 24', 31', 50' Wim van der Plas 44', 78' Thieu Houben 64' |               | 5' Doby Peters 75' (pen.) Leen Plaizier |

### KNVB beker
| Groepsfase                                      | Helmond                                                                             | 9 – 1         | Gemert                                        |
| 14 augustus 1960 Plaats: Helmond Houtsdonk      | onbekend                                                                            |               | onbekend                                      |
| Groepsfase                                      | Helmondia '55                                                                       | 2 – 0         | Helmond                                       |
| 17 augustus 1960 Plaats: Helmond De Braak       | onbekend                                                                            |               |                                               |
| Groepsfase                                      | Helmond                                                                             | 2 – 3 (0 – 0) | Eindhoven                                     |
| 18 september 1960 Plaats: Helmond Houtsdonk     | Thieu Houben Jan van Leeuwen                                                        |               | Jan Lindhout Wim van Kessel Sjef van de Kruys |
| Groepsfase                                      | PSV                                                                                 | 5 – 1 (2 – 0) | Helmond                                       |
| 15 maart 1961 Plaats: Eindhoven Philips Stadion | Jan Louwers Piet van der Kuil –' (pen.) Jan van den Heuvel 55' Coen Dillen 65', 75' |               | Wim van der Plas                              |

## Statistieken Helmond 1960/1961

### Eindstand Helmond in de Nederlandse Eerste divisie B 1960 / 1961
| Stand | Gespeeld | Gewonnen | Gelijk | Verloren | Punten | Doelpunten voor | Doelpunten tegen |
| ----- | -------- | -------- | ------ | -------- | ------ | --------------- | ---------------- |
| 17e   | 34       | 9        | 6      | 19       | 24     | 41              | 69               |

### Topscorers
| #                 | Naam                  | Goal |
| ----------------- | --------------------- | ---- |
| 1.                | Wim van der Plas      | 9    |
| 2.                | Fred Röhrig           | 6    |
| 3.                | Martin van de Kerkhof | 4    |
| 3.                | Van der Weert         | 4    |
| 5.                | Wim van Diessen       | 3    |
| 5.                | Thieu Houben          | 3    |
| 5.                | Frans van der Linden  | 3    |
| 5.                | Joseph Nicholson      | 3    |
| 9.                | Jan van Leeuwen       | 2    |
| 9.                | Jan Manders           | 2    |
| 11.               | Van der Steen         | 1    |
| Onbekend doelpunt |                       |      |
| –                 | Onbekend              | 1    |
| Totaal            | Totaal                | 41   |

| #      | Naam                  | Goal |
| ------ | --------------------- | ---- |
| 1.     | Martin van de Kerkhof | 3    |
| 2.     | Wim van der Plas      | 2    |
| 3.     | Thieu Houben          | 1    |
| Totaal | Totaal                | 6    |

| #                    | Naam             | Goal |
| -------------------- | ---------------- | ---- |
| 1.                   | Thieu Houben     | 1    |
| 1.                   | Jan van Leeuwen  | 1    |
| 1.                   | Wim van der Plas | 1    |
| Onbekende doelpunten |                  |      |
| –                    | Tegen Gemert     | 9    |
| Totaal               | Totaal           | 12   |